# Camp de Maly Trostenets
Le camp de Maly Trostenets est situé dans un petit village situé à 12 km au sud-est de Minsk en Biélorussie, où furent exterminées entre 40 000  et   60 000 personnes, pour la plupart juives, entre mai 1942 et juin 1944. 

## Historique
Le camp de Maly Trostenets est construit en novembre 1941, sur le site d'un kolkhoze de 200 ha nommé « Karl Marx », pour servir à des ravitaillements alimentaires de la Wehrmacht mais aussi de  camp de travail destiné aux prisonniers de guerre soviétiques capturés lors de l'opération Barbarossa.  Plusieurs ateliers sont construits dans et à proximité du camp : menuiserie, scierie, atelier de mécanique. Le camp devient un site d'extermination où la Shoah est mise en œuvre au début du mois de novembre 1941. Les premiers détenus juifs n'arrivent toutefois qu'à partir du mois de mai 1942. 
Le camp joue un rôle important dans la lutte des Allemands contre les partisans biélorusses près de Minsk. Le village de Maly Trostenets est transformé en un village protégé (Wehrdorf) dont les anciens habitants sont remplacés par des agriculteurs fidèles aux nazis. Les historiens Christian Gerlach et Petra Rentrop font état de l'exécution de 3 000 partisans biélorusses dans le camp. 
La police de sécurité et le service de sécurité de Minsk organisent l'installation du camp. Dans le ghetto de Minsk, créé en juillet 1941, étaient rassemblées environ 80 000 personnes. C'était un des plus importants ghettos en Europe avec après le ghetto de Lvov situé dans le Gouvernement général. Le commandant de la police de sécurité (Sicherheitspolizei) pour Minsk et pour Maly Trostenets est Eduard Strauch qui reçoit ses ordres de Reinhard Heydrich. Le ghetto de Minsk est, quant à lui, dirigé par Wilhelm Kube. 
À partir de mars 1942, le camp est entouré d'une triple clôture de barbelés dont celle du milieu était électrifiée. C'est à cette époque que des partisans biélorusses attaquent le camp et tuent quelques gardes. Les Allemands augmentent alors le nombre de gardiens qui passe à 250.
Le 6 mai 1942, un premier convoi parti de Vienne arrive au camp de Maly Trostenets. Au mois d'août 1942, l'aménagement des voies de chemin de fer et d'une petite gare permet aux convois d'arriver directement à Maly Trostenets. Des Sonderkommandos composés de prisonniers de guerre soviétiques et une partie des Juifs s'occupent des corps des personnes exécutées: rechercher les objets de valeurs cachés, jeter les cadavres dans la fosse, fermer les fosses. Régulièrement le Sonderkommando est exécuté et remplacé par des nouveaux prisonniers.
Entre mai 1942 et juin 1944, le camp fonctionne pour assassiner les Juifs du ghetto de Minsk et de nombreux Juifs allemands, autrichiens et  tchèques.
Les déportés acheminés au camp sont exécutés par fusillade principalement ou d'une balle dans la nuque, après avoir été transportés dans les forêts proches du camp de Blagovchina (Благовщина) et Chachkovka (Шашковка). Le camp a surtout servi à exterminer l'importante communauté juive de Minsk et de ses environs. Les chambres à gaz mobiles qui y ont été déployées ont joué un rôle secondaire dans le processus d'extermination.
Outre les Juifs, de nombreux civils biélorusses et des prisonniers de guerre soviétiques furent exécutés à Maly Trostenets. Mais contrairement aux déportations d'Europe occidentale il ne reste pour ceux-là aucune trace administrative de leur passage. Les chiffres de l'ensemble des victimes exécutées dans le camp varient énormément.
Certains auteurs, à la suite de la Commission extraordinaire de l'État soviétique, citent le chiffre de 206 500. Il faut également tenir compte du fait que la Sonderaktion 1005, entre fin octobre et mi-décembre 1943, a exhumé et incinéré, sur des bûchers en plein air, les victimes de Maly Trostenets, empêchant ainsi un comptage plus précis. Le véritable chiffre se situe probablement entre 40 000 et 60 000 victimes.

## Cour fédérale deCoblence
En 1963, la Cour fédérale de Coblence a jugé des charges liées à des meurtres de masse perpétrés à Maly Trostenets à l'encontre de onze membres de la police de sécurité de Minsk. Sur la base de documents de chemin de fer de l'époque, le tribunal a déterminé que seize transports avaient atteint le camp de Maly Trostenetz
| Provenance                                          | Nombre total de convois | Nombre de personnes transportées | 90 % tués à Maly Trostenets |
| --------------------------------------------------- | ----------------------- | -------------------------------- | --------------------------- |
| Vienne (Autriche)                                   | 9                       | 8 544                            | 7 700                       |
| Theresienstadt                                      | 5                       | 4 993                            | 4 500                       |
| Königsberg                                          | 1                       | 465                              | 400                         |
| Cologne                                             | 1                       | 1 000                            | 900                         |
| Massacre dans le ghetto de Minsk 28-30 juillet 1942 | -                       | -                                | 9 000                       |
| Liquidation du ghetto de Minsk automne 1943         | -                       | -                                | 4 000                       |
| Évacuation de Minsk juin 1944                       | -                       | -                                | 500                         |
| Total                                               | 16                      | 15 002                           | 27 000                      |

Dans les 16 convois, 15 002 juifs ont été déportés vers Maly Trostenets. Selon l'estimation du tribunal fédéral de Coblence, 90 % au moins ont été exterminés à Maly Trostenets, soit environ 13 500. La Cour fédérale, dans les 4 cas retenus par elle et concernant Maly Trostenets uniquement, ajoute des victimes liées à la liquidation du ghetto de Minsk et de l'évacuation terminale de ce ghetto et arrive à un total de 27 000 victimes dans son verdict.

## Yitzhak Arad
L'historien israélien de la Shoah cite le chiffre de 17 convois vers Maly Trostenets et de 16 000 personnes transportées. Il donne le chiffre de 40 000 victimes au total quand il ajoute les victimes provenant du ghetto de Minsk et des environs de Minsk.

## Commémoration
Un mémorial a été construit sur le site du camp. Il attire chaque année des centaines de visiteurs, surtout depuis la dissolution de l'Union soviétique qui a facilité les possibilités de voyager.

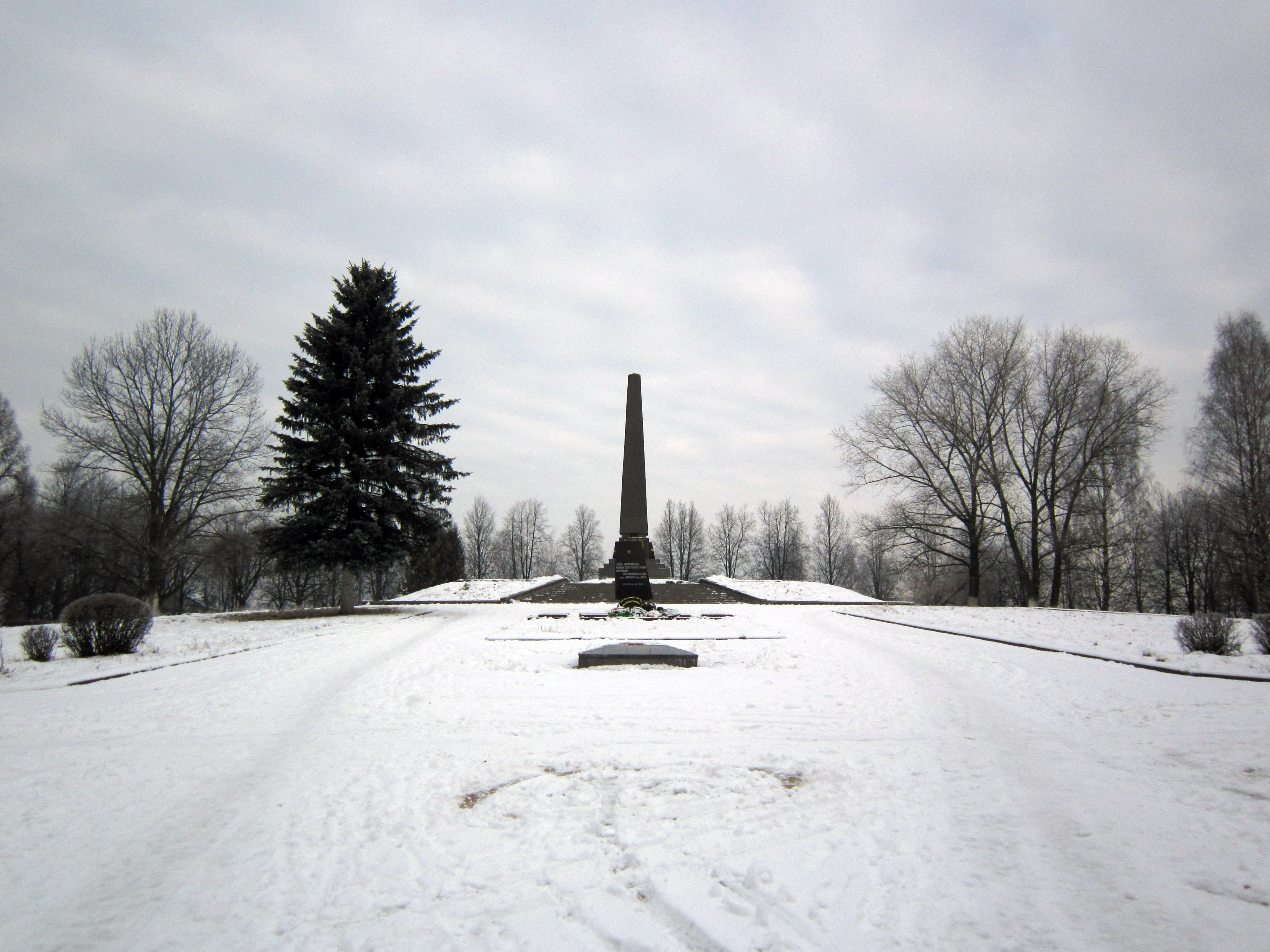
Mémorial
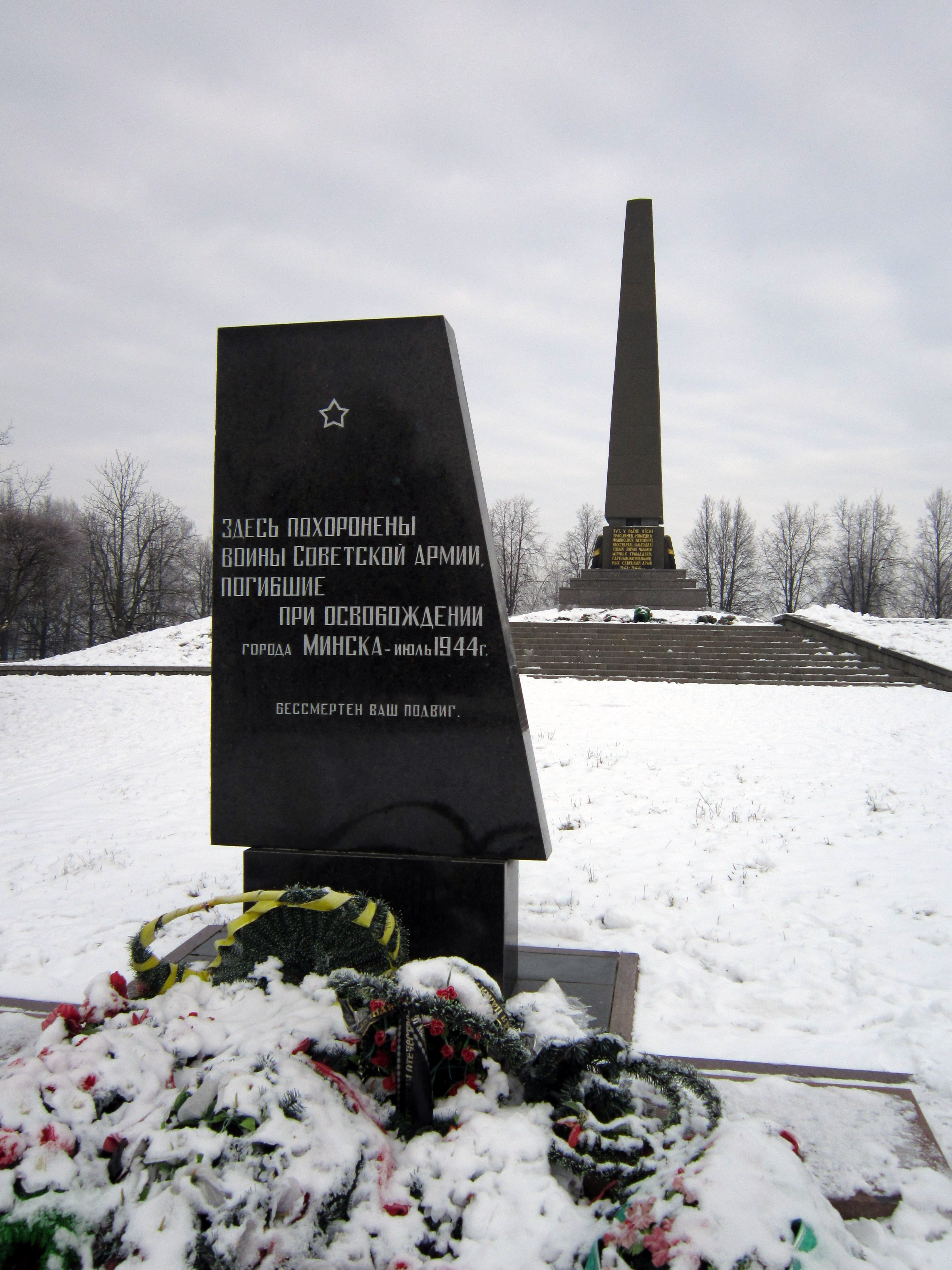
Tombe d'un soldat soviétique tué durant la libération de Minsk
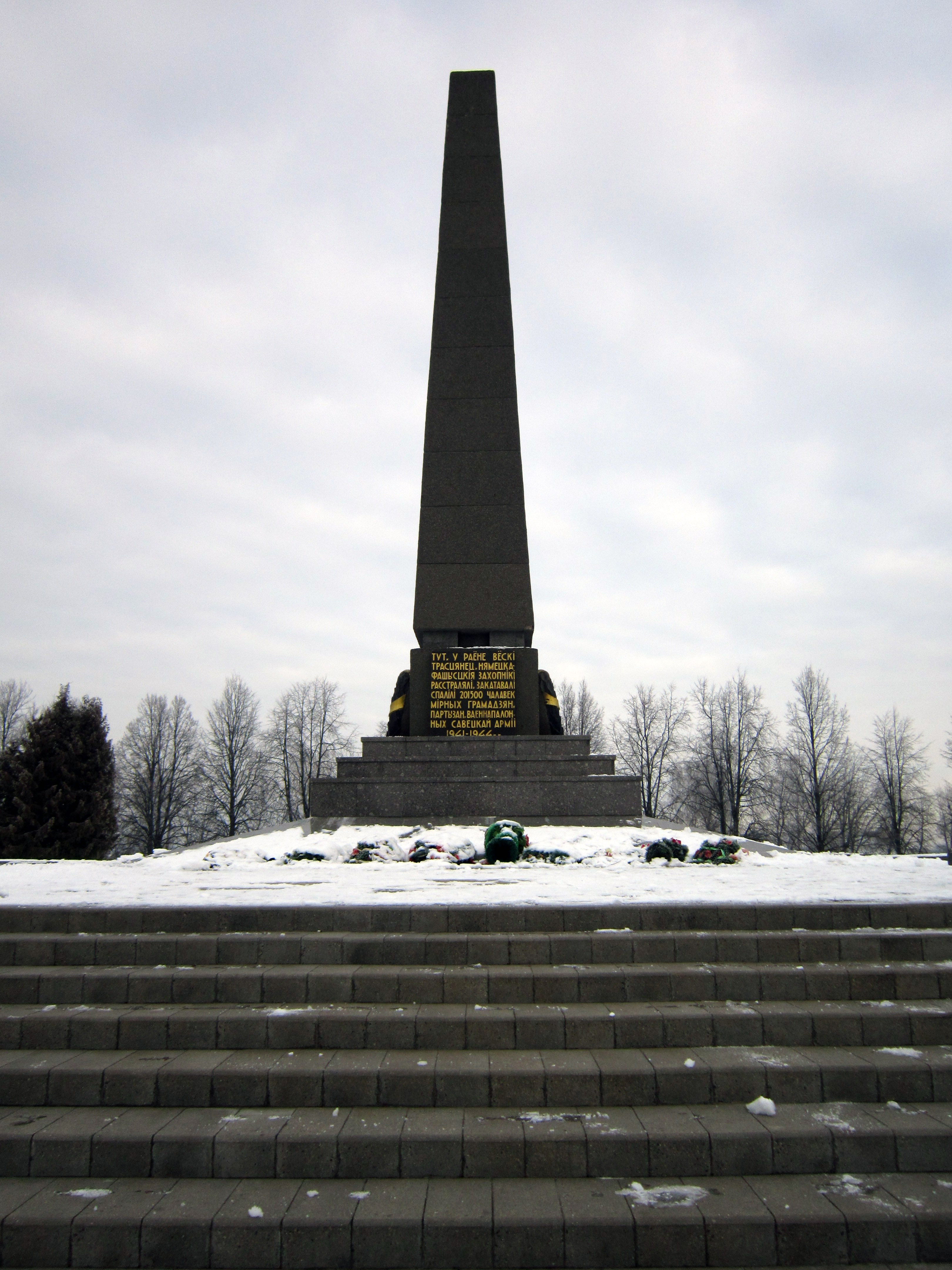
Obélisque
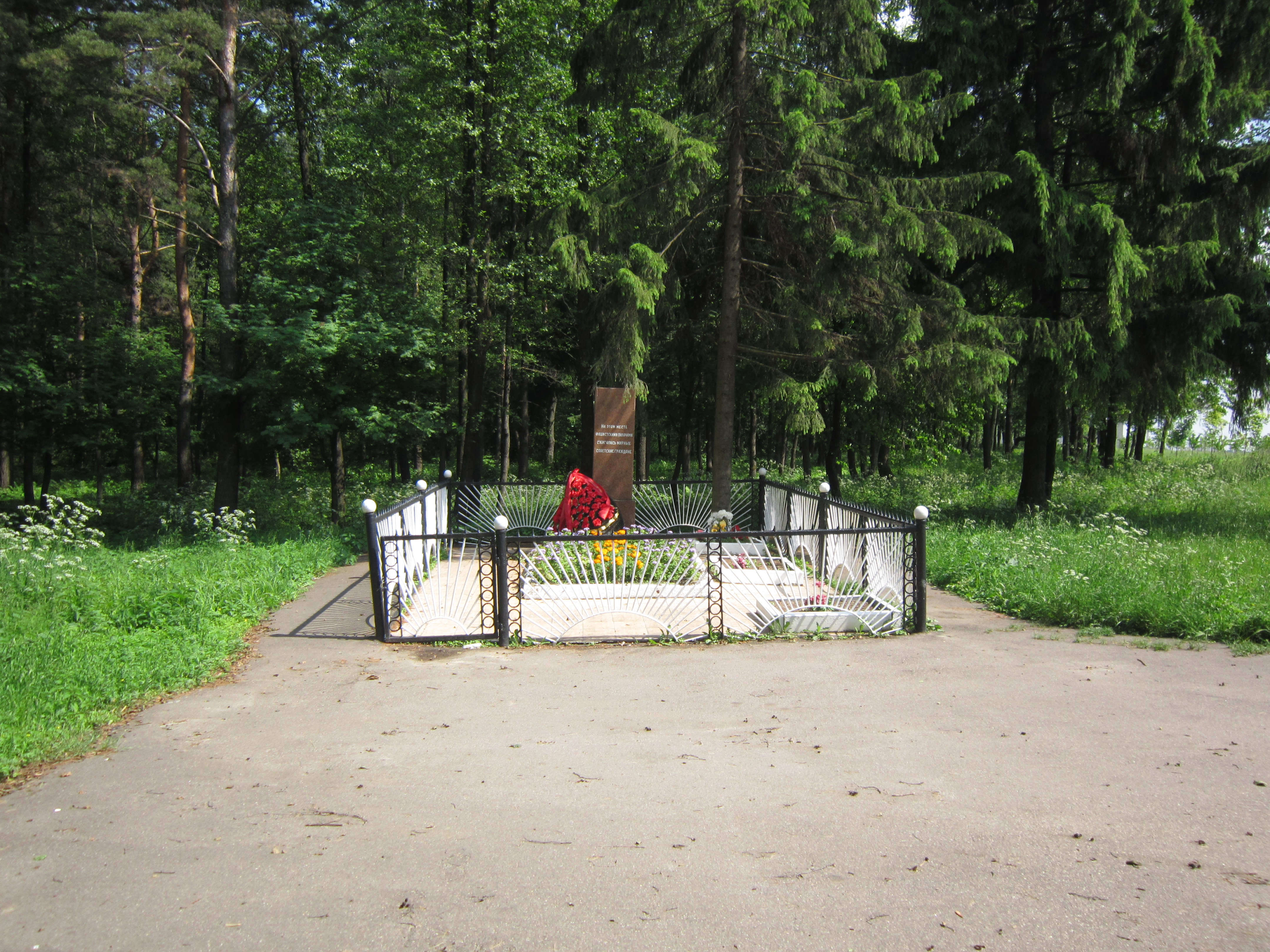
Mémorial sur le lieu principal des massacres

## Victimes notables
- Grete Forst (1878-1942), artiste lyrique autrichienne.
- Cora Berliner (1890-1942), économiste allemande, juive.